# Parorgerioides albofasciata
Parorgerioides albofasciata är en insektsart som först beskrevs av Puton 1888.  Parorgerioides albofasciata ingår i släktet Parorgerioides och familjen Dictyopharidae. Inga underarter finns listade i Catalogue of Life.